# Keldrimäe

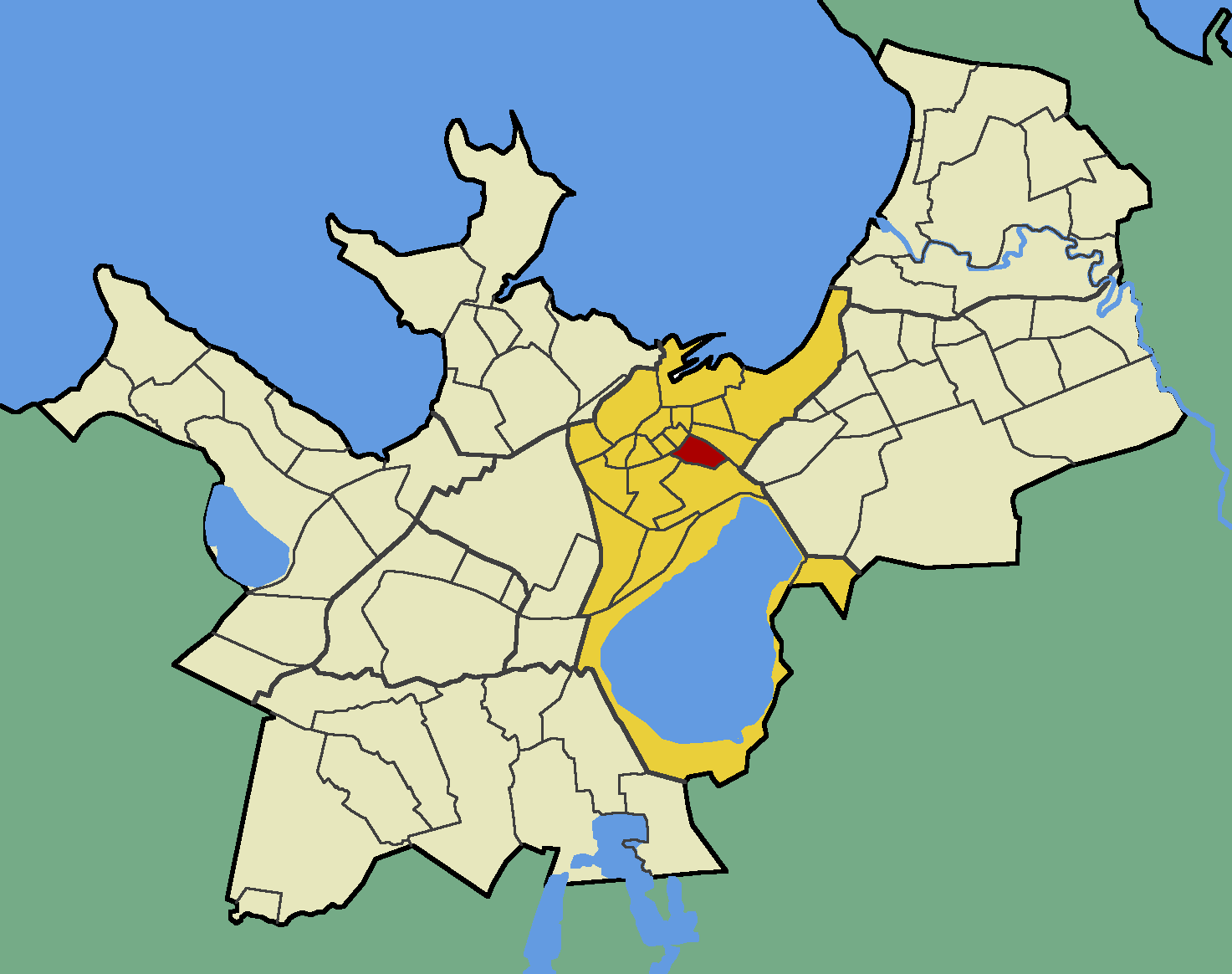
Der Bezirk Keldrimäe (rot) im Tallinner Stadtteil Kesklinn (gelb)

Keldrimäe (zu Deutsch „Kellerberg“) ist ein Bezirk (estnisch asum) der estnischen Hauptstadt Tallinn. Er liegt im Stadtteil Kesklinn („Innenstadt“).

## Beschreibung
Keldrimäe hat 4.445 Einwohner (Stand 1. Mai 2010). Der Stadtbezirk wird  größtenteils von sowjetischen Wohnbauten geprägt. Daneben entstanden in den 1950er Jahren einige repräsentativere Gebäude im Stil des sozialistischen Klassizismus.
In Keldrimäe befindet sich auch der Tallinner Zentralmarkt (Tallinna keskturg), auf dem vor allem Obst und Gemüse feilgeboten werden.

## Kirche der Kasaner Gottesmutter
Gegenüber dem Hotel Olümpia liegt die kleine orthodoxe „Kirche der Gottesmutter von Kasan“ (estnisch Kaasani Jumalaema Sünni Kirik). Sie wurde nach der Eroberung Estlands durch den Zaren 1721 als russische Garnisonkirche am Rande der damaligen Innenstadt errichtet und 1749 an ihren heutigen Standort verlegt. Das Gotteshaus ist der älteste hölzerne Sakralbau, der in Tallinn erhalten geblieben ist.
Der Innenraum ist seit dem 19. Jahrhundert im Stil des Klassizismus gestaltet. Ihn ergänzen Ikonenschränke im Empire-Stil. Die Ikonostase weist barocke Züge auf. Die ältesten Ikonen stammen aus dem 17. und 18. Jahrhundert.
Gedenktafeln erinnern an die russischen Gefallenen der Kriege gegen Napoleon (1812) und gegen Japan (1904/05).
Der orthodoxe Charakter des barocken Glockenturms wird durch die Zwiebelkuppel unterstrichen. Die Gemeinde untersteht heute dem Moskauer Patriarchat.

## Bilder

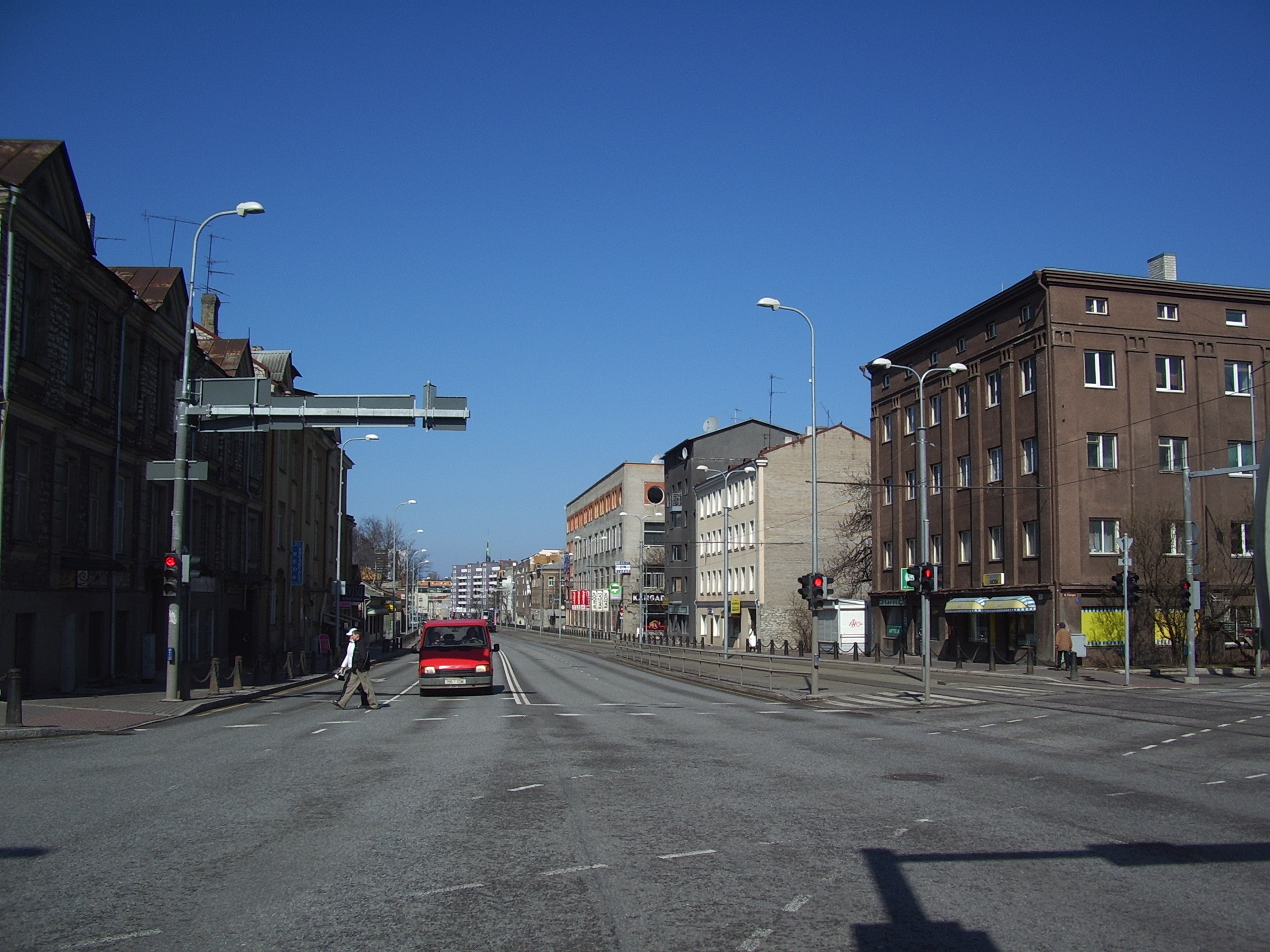
Blick auf die Tartuer Chaussee (Tartu maantee)
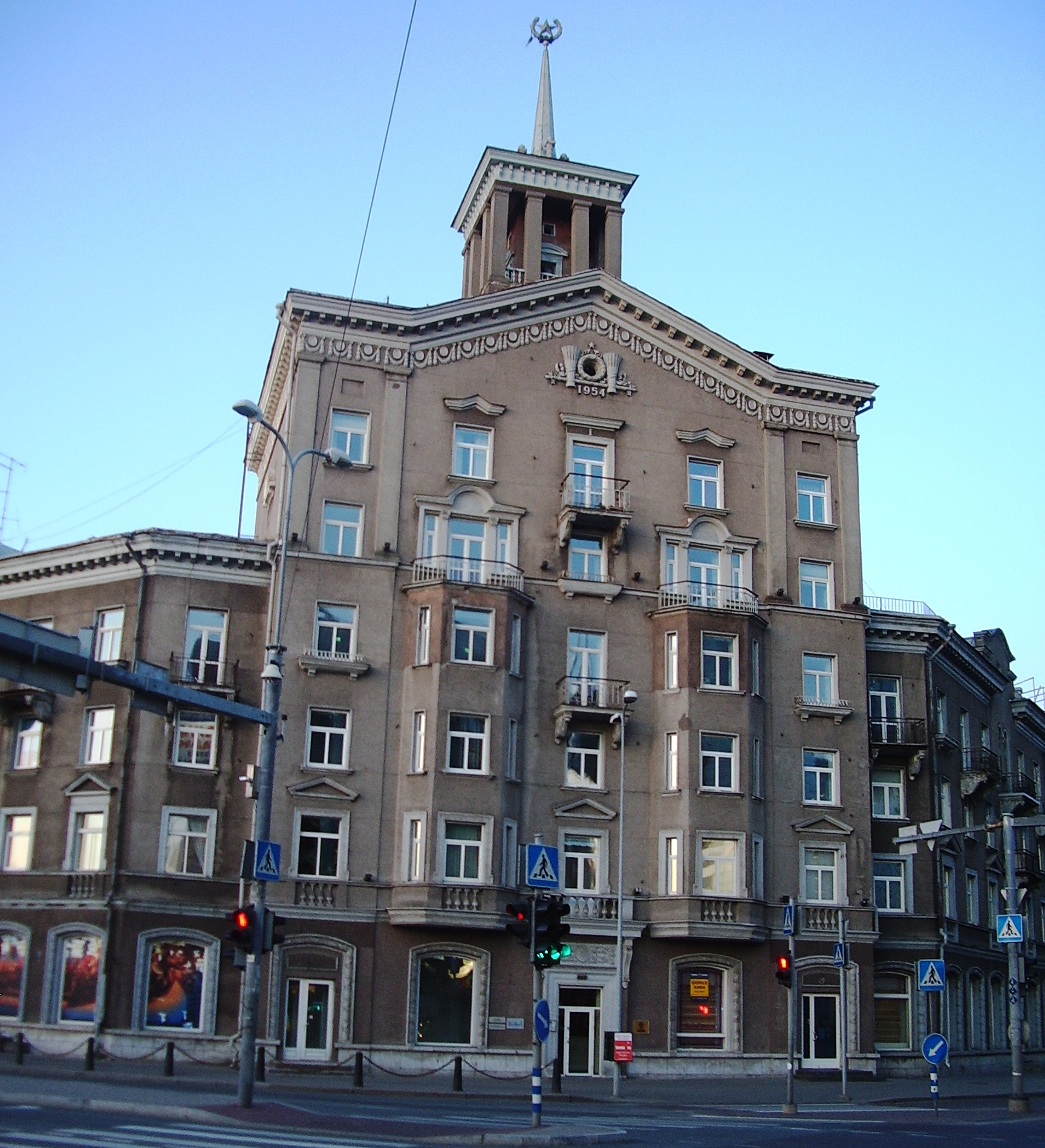
Gebäude im Zuckerbäcker-Stil (Tartuer Chaussee)
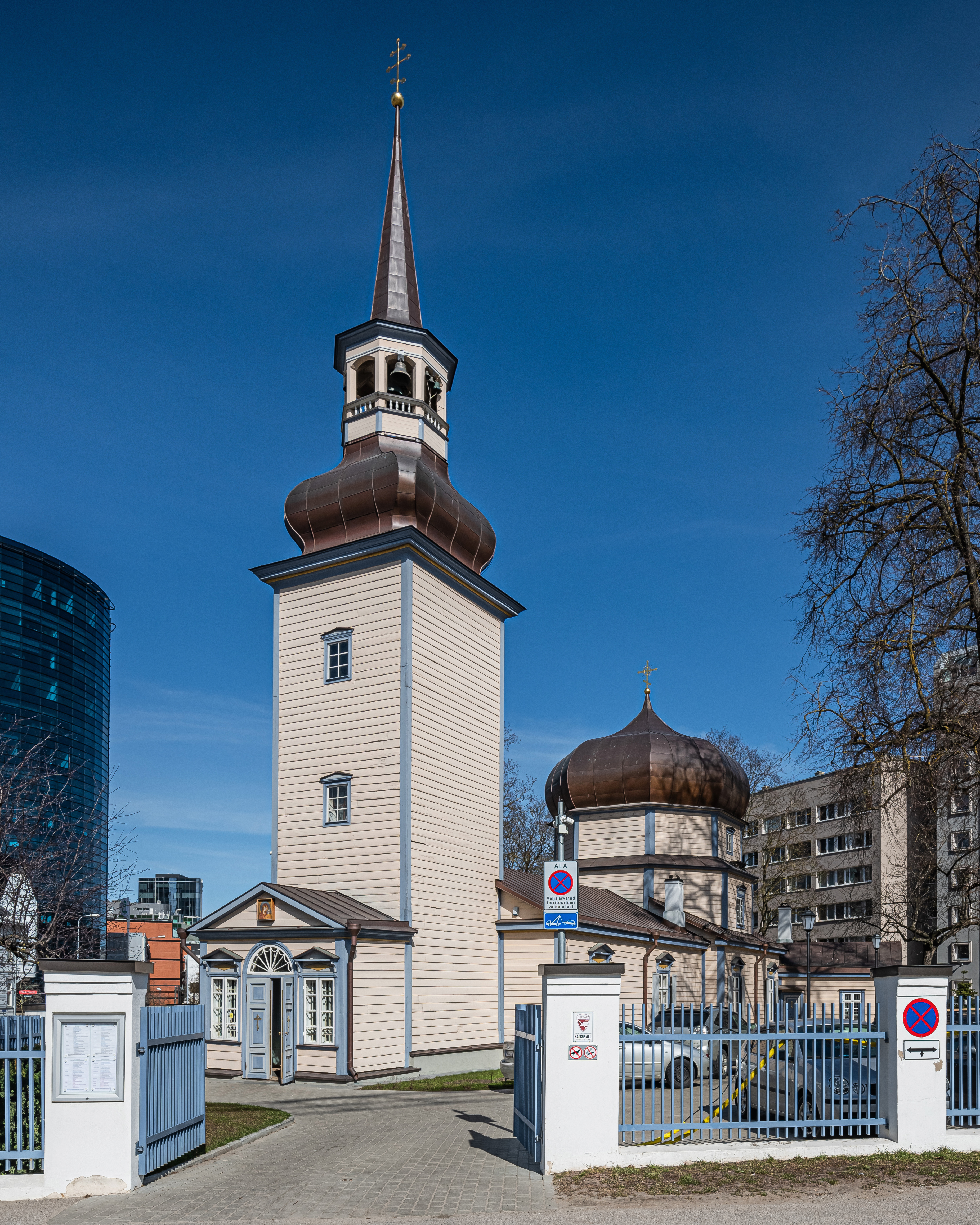
Kirche der Gottesmutter von Kasan aus dem 18. Jahrhundert
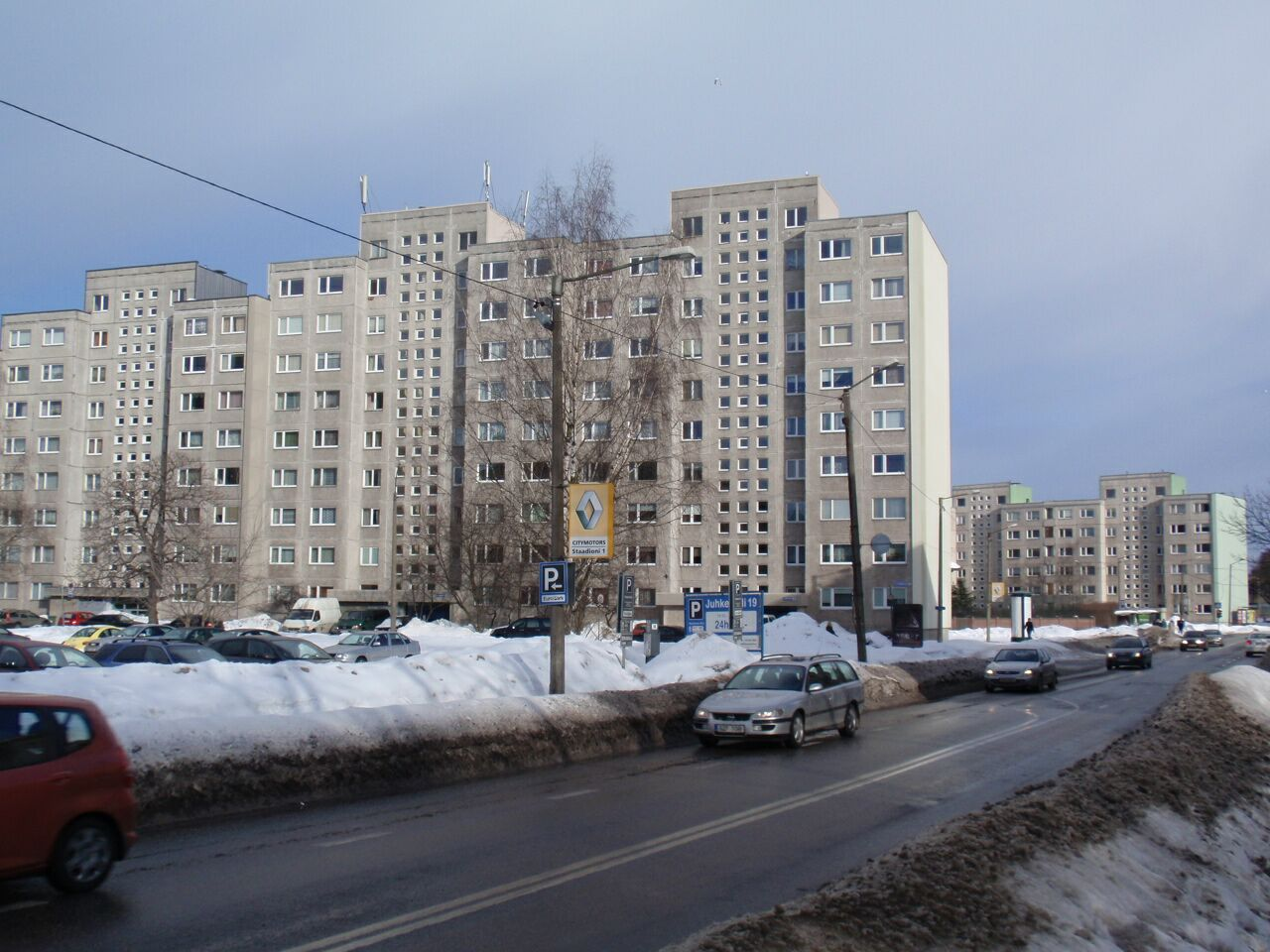
Sowjetische Plattenbauten in Keldrimäe
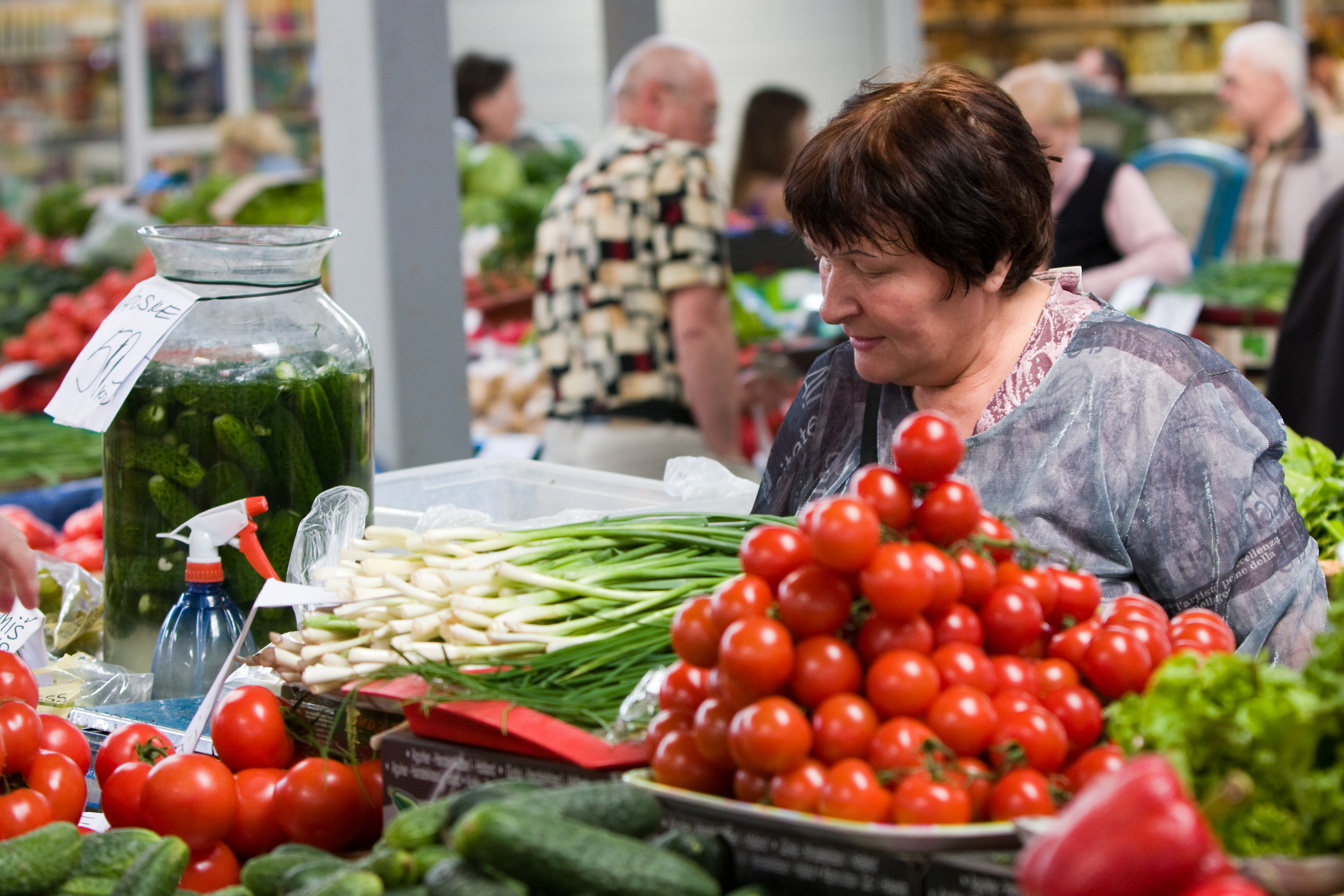
Verkäuferin auf dem Tallinner Zentralmarkt